# Arauna

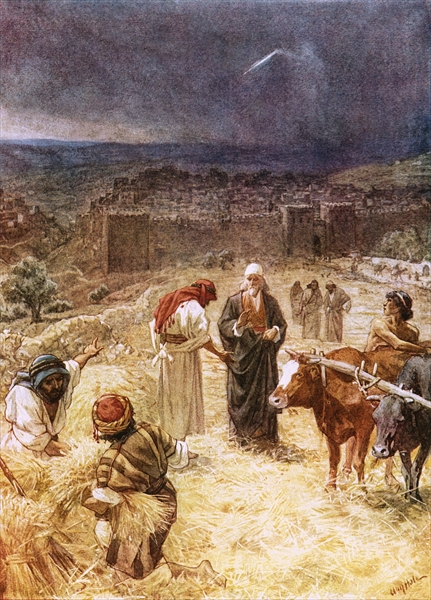
Le roi David achète l'aire de battage d'Arauna le Jébuséen

Arauna (hébreu : אֲרַוְנָה, qui signifie « Je crierai de joie ») est un Jébuséen, figure de la Bible, possesseur de l'aire de battage située sur le mont Moriah que le roi David acquit afin d'y ériger un autel consacré à Dieu,. Le Premier Livre des Chroniques donne à Arauna le nom d'Ornane.

## Arauna dans la Bible
Son histoire est racontée dans le Deuxième Livre de Samuel, ainsi que le Premier Livre des Chroniques. Selon le Deuxième Livre de Samuel, Yahweh était de nouveau furieux contre les Israélites et David, le roi d'Israël, ayant imposé un recensement des Israélites, un ordre que Joab véhicula à contrecœur. Selon le Livre des Chroniques, il s'agirait de Satan ayant incité David à engendrer ce recensement. Yahweh considéra l'action de David tel un péché, et par conséquent, le punit, envoyant le prophète Gad proposer un choix à David parmi trois châtiments :
- Sept ans de famine (comptant les quatre ans de famine s'étant déjà produits avant que le recensement ne soit abouti), ou trois ans de famine supplémentaires[2],[4].
- Fuir une invasion pendant trois mois[2].
- Trois jours de peste envoyée par un ange du Seigneur[2].

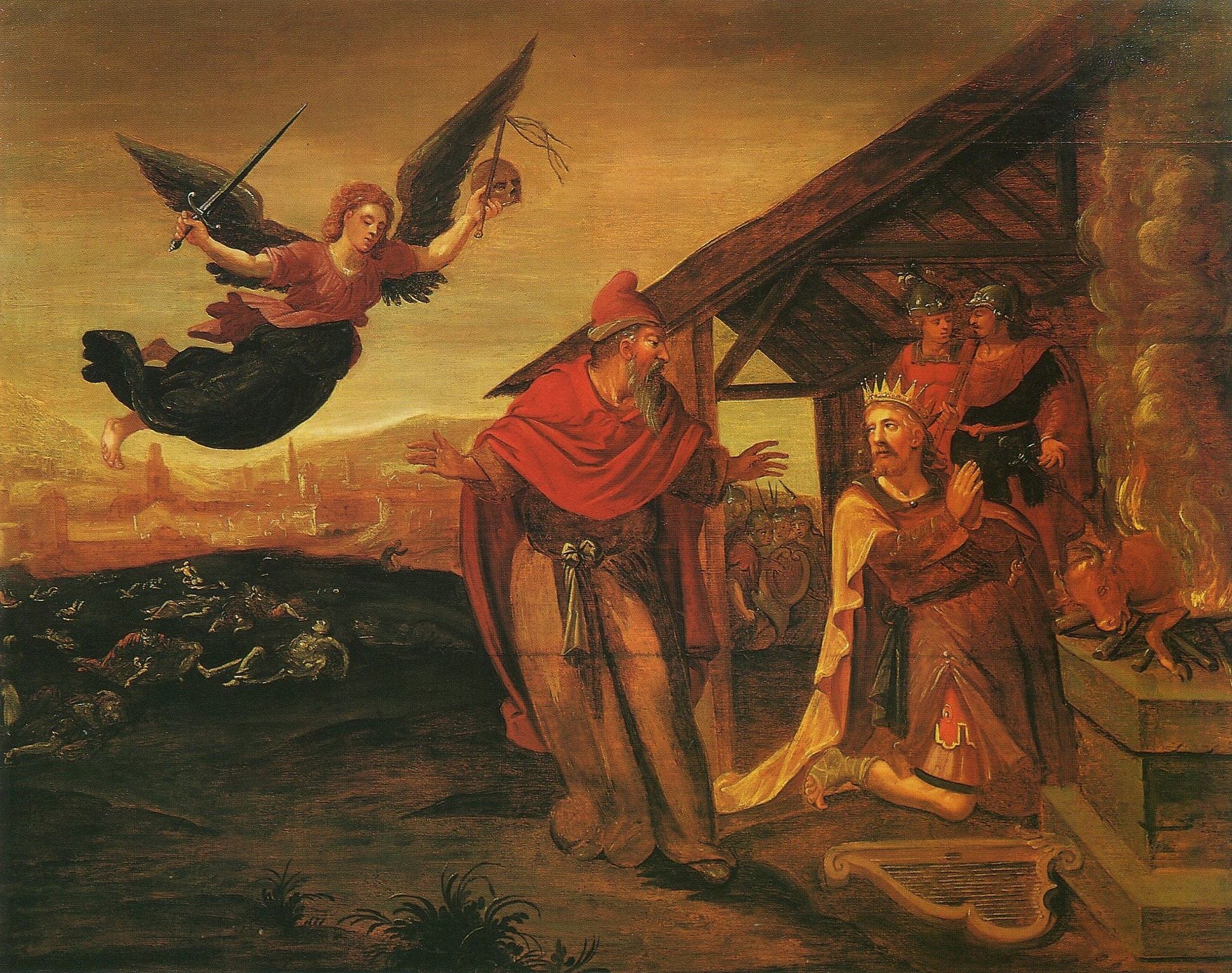
David et Arauna offrant des sacrifices à l'autel (Lambert Jacobsz)

David indiqua que plutôt que de tomber dans les mains de l'homme, il préférerait tomber dans les mains de la miséricorde et du jugement de Dieu. Un ange fut envoyé afin de répandre la peste. Cependant, lorsque l'ange eut atteint Jérusalem, Dieu ordonna à l'ange de ne point continuer sa route ; à ce moment-là, l'ange était arrivé sur l'aire de battage d'Arauna, ce que David fit remarquer. Dieu ordonna à David d'y bâtir un autel, ainsi David fit l'acquisition du site d'Arauna à un juste prix, bien qu'Arauna lui offrit l'aire (gratuitement). Selon le Deuxième Livre de Samuel, David acheta l'aire et les bœufs pour cinquante pièces d’argent ; le Premier Livre des Chroniques déclare que David acheta l'emplacement pour une somme de six cents pièces d’or. Le bibliste Hans-Peter Mathys rédigea :
« [Cet incident] est calqué sur la poursuite d'Abraham du Tombeau des Patriarches (Hayei Sarah), répétant même des détails spécifiques, dont le plus important est l'insistance de David souhaitant payer plein tarif. La somme de six cents pièces d’or est supérieure aux quatre cents pièces d'argent payé par Abraham afin d'acquérir le Tombeau des Patriarches. »

## Recensement
Dans les Livres de Samuel, le recensement révèle que 1 300 000 hommes furent aptes au service militaire. Le Livre des Chroniques, lui, déclare que 1 570 000 hommes furent aptes au service militaire.
La réticence de Joab face à la réalisation de ce recensement, selon certains biblistes, est dû à une croyance religieuse selon laquelle la population appartenait à Dieu, et en déduisent donc que seul Dieu devrait connaître le nombre d'hommes aptes au service militaire. D'autres biblistes pensent qu'un mobile plus terre à terre en serait la raison - estimant que la connaissance provenant d'un recensement aurait permis à David d'imposer des taxes ainsi que des impôts justes, et par conséquent, le recensement aurait été rejeté par la population, celle-ci courant le danger de payer des taxes ou des impôts plus élevés.

## Identité
La Bible identifie Arauna à un Jébuséen. Certains biblistes pensent qu'il aurait pu être le roi local à cette époque. Le terme araunah n'est pas un nom personnel, mais un titre signifiant "le seigneur" dans la langue des Hourrites, ayant été emprunté à de nombreuses langues du Proche-Orient ancien. Dans le Deuxième Livre de Samuel, Arauna est mentionné en tant que Seigneur.